# Кинематограф Мексики
Кинематограф Мексики — отрасль культуры и экономики Мексики, занимающаяся производством и демонстрацией фильмов зрителям.

## История

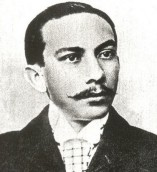
Сальвадор Тоскано, около 1921 г.

У истоков мексиканского кино стоял Сальвадор Тоскано Барраган. Бывший горный инженер, он увлёкся только что зародившимся кинематографом и посвятил ему всю оставшуюся жизнь. Его силами в 1896 году был открыт кинотеатр, он же стал создателем первого игрового фильма, записав на камеру спектакль «Дон Хуан Тенорио», по пьесе Хосе Соррилья и Мораля. Также он запечатлел на плёнке события мексиканской революции 1910—1917 годов. Среди других кинематографических первопроходцев были Энрике Росас, братья Альба и Мануэль Бесерриль. В 1910 году — к столетию начала борьбы за независимость — вышел фильм «Клич Долорес» Фелипе де Хесус Аро. В конце 1910-х гг. ежегодно выпускалось около 10 фильмов, такие как «Свет» (1917, по одноименному роману Габриэля д’Аннунцио, реж. Мануэль де ла Бандера), «Куатемок» (1918, того же режиссёра), «Святая» (1918, по одноимённому роману Федерико Гамбоа, реж. Луис Передо), «Серый автомобиль» (1919, реж. Энрике Росас).
20-е гг. характеризуются некоторым спадом кинопроизводства из-за сильной конкуренции компаний из США. В этом периоде можно выделить творчество Мигеля Торреса: «Командир» (1921), «Раса ацтеков» (1922), «Человек без родины» (1922). В начале 1930-х гг. режиссёры экспериментируют с созданием звуковых фильмов: «Сильнее долга» (1930, реж. Рафаэль Севилья), «Святая» (1931, Антонио Морено). Звуковое кино помогло вернуть интерес зрителей к национальной кинопродукции: например, в 1938 году было выпущено 57 фильмов.
Важное значение для мексиканского кинематографа имел фильм Сергея Эйзенштейна «Да здравствует Мексика!». Влияние его стиля выразилось в фильмах «Рыболовные сети» (1934, реж. Эмилио Гомес Муриэль и Фред Циннеман) и «Ханитцио» (1934, реж. Карлос Наварро). Участие в работе над картиной стало своеобразной киноакадемией для многих будущих знаменитостей мексиканского кинематографа.
Основными киножанрами этого периода стали мелодрама и музыкальная комедия «ранчера» — идиллическое изображение деревенской жизни. Успех имела картина Фернандо де Фуэнтеса «Там, на Большом ранчо» (1936). Фуэнтес так же снял несколько фильмов о Мексиканской революции: «Кум Мендоса» (1934) и «Пойдём за Панчо Вильей» (1935), отличающиеся глубоким восприятием революционных событий. Интерес критики вызвала мелодрама «Женщина из порта» (1933) по рассказу Ги де Мопассана «В порту». Киноавангард был представлен картиной Хуана Бустильо «Два монаха» (1934), созданной под влиянием немецкого экспрессионизма. В 30-е гг. так же создаются крупные киностудии «Класа-фильмс» и «Ацтека».
В 1940-е гг. происходит оживление киноиндустрии. В этот период на сцену выходят самобытные режиссёры Эмилио Фернандес, Хулио Брачо, Алехандро Галиндо. Важную роль в этом подъёме сыграло открытие Кинематографического банка, цель которого заключалась в предоставлении кредитов на съёмки, и издание закона, предписывавшего ежемесячную демонстрацию в каждом кинотеатре одного мексиканского фильма. Кроме того, не справлявшиеся со спросом в латиноамериканских странах североамериканские компании были заинтересованы в сотрудничестве с Мексикой, выражавшемся в предоставлении финансовых и технических средств. В это же время Мексика выходит на первое место среди испаноязычных стран по годовому производству фильмов, достигнув в 1950 году цифры в 124 фильма (в Аргентине к тому моменту производилось 57 фильмов в Испании — 49).
Мировую известность получают «звёзды» экрана Мария Феликс, Долорес дель Рио, Хорхе Негрете, Артуро де Кордова, Педро Армендарис, Марио Морено — «мексиканский Чаплин», выступавший под псевдонимом «Кантинфлас». Наиболее заметным явлением в кинематографе 1940-х гг. стало творчество режиссёра индейского происхождения Эмилио Фернандеса. Фильмы Фернандеса снимались при участии одной и той же съёмочной группы: актёров Долорес дель Рио, Марии Феликс, Педро Армендариса, Колумбы Домингес, сценариста Маурисио Магдалено и оператора Габриэля Фигероа. Их фильмы получают международное признание: «Мария Канделария» с участием Долорес дель Рио получает главный приз в Каннах, «Жемчужина» награждается премией Венецианского кинофестиваля 1947 года за лучшую режиссуру, лучшую женскую роль, лучшую мужскую роль и получает «Золотой глобус» (1949) за лучшую операторскую работу.
50-е гг. ознаменованы новым упадком кинопроизводства, основную долю которого теперь составляли развлекательные фильмы и дорогие музыкальные постановки. Исключение составляют некоторые картины, в числе которых фильм Алехандро Галиндо «Мокрые спины» (1953) — о мексиканских бедняках нелегально пересекающих границу США, посвящённый индейской тематике фильм «Корни» (1955) Бенито Аласраки, работа испанского эмигранта Карлоса Вело «Тореро» (1956), представляющая собой биографию матадора Луиса Прокуны. Так жев 1940-е—1950-е гг. известность обретают работы X. Брачо («Другой рассвет», 1943), Р. Гавальдона («Хутор», 1944, «Майский цветок», 1959), И. Родригеса («Мы, бедняки», 1947, и трилогия о Панчо Вилье, 1957—1958).
В 1947 году в Мексику приезжает выдающийся испанский режиссёр Луис Бунюэль, который снимает здесь более 10 картин. Здесь он создаёт получившие широкое признание картины «Забытые» (1950), «Лестница в небо» (1951), «Он» (1952), «Иллюзия разъезжает в трамвае» (1953), «Попытка преступления. Преступная жизнь Арчибальда Круса» (1955), «Ангел-истребитель» (1962), «Симон-пустынник» (1965) и др. Интерес представляет также творчество испанца по происхождению Л. Алькорисы, создавшего правдивые картины о жизни индейцев Мексики: «Тлаюкан» (1961), «Ловцы акул» (1962), «Тараумара» (1964).
В 1960-е гг. начинается новый этап в истории мексиканского кино. В 1969 году Поль Ледук, Фелипе Касальс, Артуро Рипштейн, Алексис Гривас и др. составили группу независимых кинематографистов Мексики. Центром независимого кинематографа стал Национальный автономный университет. Среди заметных фильмов, снятых молодыми режиссёрами были посвящённые революции работы «Рид. Восставшая Мексика» (1971, реж. Поль Ледук) и «Государственный переворот» (1976, реж. Альберто Исаак), исторические картины Фелипе Касальса «Эмилиано Сапата» (1970), «В саду тёти Исабель» (1971), «Те годы (1972)», злободневный фильм чилийского режиссёра-эмигранта Мигеля Литтина «События на руднике Марусиа», метафорическая картина о нелёгкой жизни мексиканских крестьян Серхио Ольховича «Дом на юге» (1974).
Однако успешный поиск новых форм оканчивается к концу 1970-х гг. В немалой степени это было обусловлено закрытием Кинобанка и снижением государственных капиталовложений. На смену им пришёл частный капитал, заинтересованный прежде всего в быстроокупаемой продукции. В этот период распространение получила практика совместных фильмов, однако популярность обрели только две экранизации известных писателей Алехо Карпентьера и Габриэля Гарсиа Маркеса: «Превратности метода» (1978, реж. Мигель Литтин, совместно с Кубой и Францией) и «Эрендира» (1982, реж. Руй Герра, совместно с Францией и ФРГ).
В начале 1990-х гг. признанием критики были отмечены картины «Начало и конец» (1993) и «Добро пожаловать» (1994) Габриэля Ретеса, «Два преступления» (1994) Роберто Шнайдера, «Переулок чудес» (1995) Хорхе Фонса.
В 1990-е начинается «новая волна» и расцвет мексиканского кино.